# Buckelplatte
Buckelplatten oder Blechkalotten waren vom irischen, damals in London tätigen Ingenieur Robert Mallet um 1860 entwickelte Eisenplatten mit muldenförmiger Ausbauchung aus Schmiedeeisen zur Verwendung als tragende Bodenplatten, insbesondere als Unterbau der Fahrbahntafeln von Eisenbahn- und Straßenbrücken.
Die bis zu 1,5 m großen quadratischen oder bis 80 × 230 cm großen rechteckigen Platten aus wenigstens 6 mm starkem Eisenblech hatten einen umlaufenden ebenen Rand von 4 bis 8 cm Breite und eine Höhlung in der Mitte, meist in der Form eines Klostergewölbes oder mit parabelförmigem Querschnitt. Die Höhe der Ausbauchung entspricht typischerweise 1/10 der Breite der Schmalseite der Platte.
Die Platten wurden als stehende Buckelplatten (mit der Ausbauchung nach oben) oder hängend (mit der Ausbauchung nach unten und einem Loch in der Mitte zur Entwässerung) verwendet. Sie wurden auf den Längs- und Querträgern von Eisenbrücken befestigt und dienten als Unterlage für den Schotter, den Beton oder den Asphaltbeton, auf denen die Gleise oder die eigentliche Fahrbahn angeordnet wurden. Für größere Lasten wurden stattdessen meist Zoreseisen verwendet.
Später wurden sie zu stählernen Buckelblechen weiterentwickelt. 
Zur Herstellung wurden die glühenden Platten durch einen Stempel in einem Gesenk geformt.